# Mistrovství světa v ledním hokeji 2007 (Divize II)
Mistrovství světa v ledním hokeji (Divize II) se konala ve dnech 2. dubna–17. dubna 2007 ve městech Záhřeb (Skupina A) a Soul (Skupina B).

## Skupiny

### Skupina A
| Poř. | Tým        | Z | V | VP | PP | P | Skóe  | B  |
| ---- | ---------- | - | - | -- | -- | - | ----- | -- |
| 1.   | Chorvatsko | 5 | 5 | 0  | 0  | 0 | 58:10 | 15 |
| 2.   | Belgie     | 5 | 4 | 0  | 0  | 1 | 25:18 | 12 |
| 3.   | Španělsko  | 5 | 3 | 0  | 0  | 2 | 25:17 | 9  |
| 4.   | Srbsko     | 5 | 2 | 0  | 0  | 3 | 18:16 | 6  |
| 5.   | Bulharsko  | 5 | 1 | 0  | 0  | 4 | 10:32 | 3  |
| 6.   | Turecko    | 5 | 0 | 0  | 0  | 5 | 15:58 | 0  |

 Turecko -  Srbsko 4:6 (0:1, 3:0, 1:5)
11. dubna – Záhřeb
 Bulharsko -  Španělsko 0:4 (0:0, 0:1, 0:3)
11. dubna – Záhřeb
 Belgie -  Chorvatsko 4:13 (0:6, 2:3, 2:4)
11. dubna – Záhřeb
 Bulharsko -  Belgie 0:6 (0:4, 0:1, 0:1)
12. dubna – Záhřeb
 Španělsko -  Turecko 10:2 (3:1, 3:0, 4:1)
12. dubna – Záhřeb
 Chorvatsko -  Srbsko 2:0 (1:0, 0:0, 1:0)
12. dubna – Záhřeb
 Bulharsko -  Turecko 7:5 (3:3, 2:2, 2:0)
14. dubna – Záhřeb
 Belgie -  Srbsko 2:1 (0:1, 1:0, 1:0)
14. dubna – Záhřeb
 Chorvatsko -  Španělsko 8:2 (2:0, 3:1, 3:1)
14. dubna – Záhřeb
 Španělsko -  Belgie 2:3 (1:2, 1:0, 0:1)
15. dubna – Záhřeb
 Srbsko -  Bulharsko 7:1 (2:0, 0:1, 5:0)
15. dubna – Záhřeb
 Turecko -  Chorvatsko 2:25 (0:7, 1:11, 1:7)
15. dubna – Záhřeb
 Srbsko -  Španělsko 4:7 (2:5, 1:1, 1:1)
17. dubna – Záhřeb
 Belgie -  Turecko 10:2 (5:1, 3:1, 2:0)
17. dubna – Záhřeb
 Chorvatsko -  Bulharsko 10:2 (1:1, 4:0, 5:1)
17. dubna – Záhřeb

### Skupina B
| Poř. | Tým       | Z              | V              | VP             | PP             | P              | Skóre          | B              |                |
| ---- | --------- | -------------- | -------------- | -------------- | -------------- | -------------- | -------------- | -------------- | -------------- |
| 1.   | Korea     | 4              | 4              | 0              | 0              | 0              | 33:9           | 12             |                |
| 2.   | Austrálie | 4              | 3              | 0              | 0              | 1              | 25:11          | 9              |                |
| 3.   | Izrael    | 4              | 2              | 0              | 0              | 2              | 11:11          | 6              |                |
| 4.   | Island    | 4              | 1              | 0              | 0              | 3              | 9:29           | 3              |                |
| 5.   | Mexiko    | 4              | 0              | 0              | 0              | 4              | 6:24           | 0              |                |
| 6.   | KLDR      | Odvolána účast | Odvolána účast | Odvolána účast | Odvolána účast | Odvolána účast | Odvolána účast | Odvolána účast | Odvolána účast |

 Jižní Korea -  Mexiko 6:1 (1:0, 3:1, 2:0)
2. dubna – Soul
 Austrálie -  Izrael 4:1 (2:1, 0:0, 2:0)
2. dubna – Soul
 Jižní Korea -  Austrálie 5:4 (3:2, 0:1, 2:1)
3. dubna – Soul
 Mexiko -  Island 2:3 (0:2, 0:1, 2:0)
3. dubna – Soul
 Izrael -  Mexiko 3:1 (1:0, 1:0, 1:1)
5. dubna – Soul
 Jižní Korea -  Island 17:2 (8:1, 5:1, 4:0)
5. dubna – Soul
 Austrálie -  Island 5:3 (2:1, 1:1, 2:1)
7. dubna – Soul
 Izrael -  Jižní Korea 2:5 (1:3, 0:1, 1:1)
7. dubna – Soul
 Mexiko -  Austrálie 2:12 (0:2, 2:6, 0:4)
8. dubna – Soul
 Island -  Izrael 1:5 (0:1, 1:1, 0:3)
8. dubna – Soul